# Kazachstan op de Paralympische Winterspelen 2018
Kazachstan was een van de landen die deelnam aan de Paralympische Winterspelen 2018 in Pyeongchang, Zuid-Korea.

## Medailleoverzicht
| Sport      | Paralympiër       | Onderdeel                                 | Medaille |
| ---------- | ----------------- | ----------------------------------------- | -------- |
| Langlaufen | Alexandr Kolyadin | 1.5 km sprint klassieke stijl, staand (m) | Goud     |

## Deelnemers en resultaten
(m) = mannen, (v) = vrouwen 

### Biatlon
| Paralympiër                           | Onderdeel                    | Resultaat | Prestatie |
| ------------------------------------- | ---------------------------- | --------- | --------- |
| Alexandr Gerlits                      | 7.5 km, staand (m)           | 7e        | 20:15.0   |
| Alexandr Gerlits                      | 12.5 km, staand (m)          | 6e        | 40:51.3   |
| Alexandr Gerlits                      | 15 km, staand (m)            | 7e        | 49:04.2   |
| Kairat Kanafin Gids: Anton Zhdanovich | 7.5 km, visueel beperkt (m)  | 17e       | 26:51.5   |
| Kairat Kanafin Gids: Anton Zhdanovich | 12.5 km, visueel beperkt (m) | 14e       | 55:58.5   |
| Kairat Kanafin Gids: Anton Zhdanovich | 15 km, visueel beperkt (m)   | 14e       | 1:00:14.1 |
| Sergey Ussoltsev                      | 7.5 km, zittend (m)          | 16e       | 27:20.9   |
| Sergey Ussoltsev                      | 12.5 km, zittend (m)         | 11e       | 0:53:36.8 |
| Sergey Ussoltsev                      | 15 km, zittend (m)           | 13e       | 0:58:34.8 |

### Langlaufen
| Paralympiër                                                               | Onderdeel                                          | Resultaat | Prestatie |
| ------------------------------------------------------------------------- | -------------------------------------------------- | --------- | --------- |
| Alexandr Gerlits                                                          | 1.5 km sprint klassieke stijl, staand (m)          | 10e       | 3:49.9    |
| Alexandr Gerlits                                                          | 20 km vrije stijl, staand (m)                      | 4e        | 0:47:54.4 |
| Kairat Kanafin Gids: Anton Zhdanovich                                     | 1.5 km sprint klassieke stijl, visueel beperkt (m) | 14e       | 4:19.2    |
| Kairat Kanafin Gids: Anton Zhdanovich                                     | 20 km vrije stijl, visueel beperkt (m)             | 11e       | 0:55:56.5 |
| Alexandr Kolyadin                                                         | 1.5 km sprint klassieke stijl, staand (m)          | Goud      | 3:36.7    |
| Alexandr Kolyadin                                                         | 10 km klassieke stijl, staand (m)                  | 15e       | 27:16.3   |
| Alexandr Kolyadin                                                         | 20 km vrije stijl, staand (m)                      | 18e       | 1:00:34.7 |
| Denis Petrenko                                                            | 1.1 km sprint, zittend (m)                         | 13e       | 3:15.3    |
| Denis Petrenko                                                            | 7.5 km, zittend (m)                                | 13e       | 24:59.7   |
| Denis Petrenko                                                            | 15 km, zittend (m)                                 | 12e       | 0:44:57.0 |
| Sergey Ussoltsev                                                          | 1.1 km sprint, zittend (m)                         | 25e       | 3:31.6    |
| Sergey Ussoltsev                                                          | 7.5 km, zittend (m)                                | 20e       | 26:07.7   |
| Sergey Ussoltsev                                                          | 15 km, zittend (m)                                 | 15e       | 0:45:38.2 |
|                                                                           |                                                    |           |           |
| Zhanyl Baltabayeva                                                        | 1.1 km sprint, zittend (v)                         | 20e       | 4:18.5    |
| Zhanyl Baltabayeva                                                        | 5 km, zittend (v)                                  | 20e       | 22:01.1   |
| Zhanyl Baltabayeva                                                        | 12 km, zittend (v)                                 | 17e       | 48:51.9   |
|                                                                           |                                                    |           |           |
| Zhanyl Baltabayeva Kairat Kanafin Gids: Anton Zhdanovich Sergey Ussoltsev | 4 x 2.5 km, estafette gemengd                      | 12e       | 31:41.2   |
| Alexandr Gerlits Alexandr Kolyadin Denis Petrenko                         | 4 x 2.5 km, estafette open                         | 6e        | 24:21.2   |

Andorra · Argentinië · Armenië · Australië · België · Bosnië en Herzegovina · Brazilië · Bulgarije · Canada · Chili · China · Denemarken · Duitsland · Finland · Frankrijk · Georgië · Griekenland · Groot-Brittannië · Hongarije · IJsland · Iran · Italië · Japan · Kazachstan · Kroatië · Mexico · Mongolië · Nederland · Nieuw-Zeeland · Noord-Korea · Noorwegen · Oekraïne · Oezbekistan · Oostenrijk · Polen · Roemenië · Servië · Slovenië · Slowakije · Spanje · Tadzjikistan · Tsjechië · Turkije · Verenigde Staten · Wit-Rusland · Zuid-Korea · Zweden · Zwitserland
Neutrale paralympische atleten